# Огарков, Александр Александрович
Александр Александрович Огарков (род. 27 января 1987, Курган) — российский биатлонист. Победитель и двукратный призёр Чемпионата Мира по биатлону среди юниоров 2006 года. Участник 5 Чемпионатов мира по летнему и зимнему биатлону. Многократный победитель и призер Чемпионатов России по биатлону и лыжным гонкам (по ВС). С 2005 года входил в юношескую, юниорскую и молодежную сборные России по биатлону. В 2017 тренировался в Олимпийской сборной в группе Крючкова А.С. Мастер спорта России по биатлону. Работает тренером-преподавателем в Государственном бюджетном учреждении спортивная школа олимпийского резерва №3 Калининского района Санкт-Петербурга, основатель Лыжно-биатлонного клуба «Skination».(Санкт-Петербург).

## Биография
Александр Александрович Огарков родился 27 января 1987 года в городе Кургане Курганской области.
С 1997 года занимается биатлоном. Занимался в ГБУДО «ОСДЮСШОР № 2», г. Курган. В 2002 году стал кандидатом в мастера спорта России, а в 2006 году — мастер спорта России.
В 2004 году, после окончания школы № 50 поступил в Курганский государственный университет (факультет психологии, валеологии и спорта), который окончил в 2010 году. Окончил Тюменский государственный нефтегазовый университет, специализация — бурение.
В 2009 году работал спортсменом-инструктором государственного образовательного учреждения «Курганская школа высшего спортивного мастерства», 
С 2009 года занимался в СДЮШОР «Летающий лыжник» (Пермь), выступал за Пермский край.
С 2015 года занимался в Санкт-Петербургском государственном бюджетном профессиональном образовательном учреждении «Училище олимпийского резерва № 2 (техникум)» (СПб ГБПОУ «УОР № 2 (техникум)») у тренеров-преподавателей Савинова Николая Петровича и Аксеновой Олеси Александровны.
Работает тренером-преподавателем в Государственном бюджетном учреждении спортивная школа олимпийского резерва №3 Калининского района Санкт-Петербурга и тренером Лыжно-биатлонного клуба «Skination» (Санкт-Петербург).

## Спортивная карьера
- Чемпион Мира по биатлону среди юниоров (2006, США)
- Двукратный бронзовый призёр чемпионата Мира среди юниоров (2006, США)
- Двукратный победитель первенства России по биатлону (2007, Ижевск)
- В 2008 году в составе сборной России выступал на чемпионате Мира по летнему биатлону во Франции
- Чемпион России в командной гонке патрулей (2009, Красноярск)
- Бронзовый призёр первенства России до 26 лет (2010, Уфа)
- Чемпион России в командной гонке патрулей (2010, Новосибирск)
- Чемпионат России по летнему биатлону — 4 место (2011, Уфа)
- Чемпионате Европы, Индивидуальная гонка — 7 место (2012, Словакия)
- Зимняя Универсиада. Трентино. Индивидуальная гонка — 5 место (2013, Италия)
- Кубок России. Четвёртый этап. Ижевск — 2 место (2015, Ижевск)
- Кубок России. Пятый этап. Уфа — 1 место (2015, Уфа)
- Чемпионат мира по летнему биатлону 2015 — 17 место (2015, Румыния)

### Титулы
- Лучший спортсмен Курганской области, 2006 год
- Надежда Зауралья, 2006 год

## Награды и звания
- Занесён в галерею «Курганцы - гордость города» в номинации «Лучший среди работников физкультуры и спорта» (Решение Курганской городской Думы от 24 июня 2009 года № 201 «О кандидатурах для занесения в галерею «Курганцы – гордость города»[3])
- Мастер спорта России по биатлону.

## Семья
- Отец — Огарков Александр Валентинович (род. 31 августа 1958, с. Половинное, Курганской области) — тренер высшей категории по биатлону;
- Мать — Огаркова (Сидорова) Людмила Дмитриевна (род. 6 сентября 1955, г. Курган) — чемпионка СССР по биатлону[4] , тренер высшей категории, мастер спорта СССР;
- Брат-близнец — Огарков, Максим Александрович (род. 27 января 1987, Курган) — мастер спорта России международного класса по биатлону.